# Имя существительное в словенском языке
Эта статья описывает склонение имён существительных в словенском языке.

## Общие сведения
Существительные в словенском имеют 6 падежей.
Шесть падежей (словенские имена даны в скобках):
1. Именительный (imenovalnik или nominativ)
2. Родительный (rodilnik или genitiv)
3. Дательный (dajalnik или dativ)
4. Винительный (tožilnik или akuzativ)
5. Предложный (mestnik или lokativ)
6. Творительный (orodnik или instrumental)

Как правило, падежи перечисляются в порядке указанном выше.
Словенский имеет три числа:
1. Единственное (ednina), используется для обозначения одного предмета.
2. Двойственное (dvojina), используется для обозначения двух предметов.
3. Множественное (množina), используется для обозначения трех и более предметов.

Существительное в словенском может иметь одно из следующих родов:
1. Мужской (moški); разделяется на одушевленный (винительный и родительный падежи в единственном числе склоняются одинаково) и неодушевленный (винительный и именительный в единственном числе склоняются одинаково).
2. Женский (ženski)
3. Средний (srednji)

Большинство существительных имеют отдельную форму для каждой комбинации падежа и числа. Прилагательные имеют отдельную форму для каждой комбинации падежа, числа и рода.
Двойственное и множественное не различаются в родительном и предложном падежах. В двойственном и множественном числах прилагательных только именительный и винительный падежи различаются по родам. Другие двойственные и множественные падежные формы одинаковы для всех трех родов.
Склонение имен существительных различается по роду. Как правило, существительные одного рода склоняются одинаково, но бывают исключения, когда некоторые существительные склоняются как существительные другого рода.

## Существительные мужского рода
Как правило, существительные мужского рода заканчиваются на согласную (существительные мужского рода с 0-окончанием). Существительные мужского рода, заканчивающиеся на гласную, склоняются по тому же правилу, с дополнительной гласной, появляющейся только в именительном и винительном падежах в единственном числе.
Однако к именам собственным, заканчивающимся на -e, добавляется -t-.
Имена существительные мужского рода, заканчивающиеся на -a, склоняются либо как обычные имена существительные мужского рода, либо как имена существительные женского рода.
- Неодушевленных имена существительные мужского рода с 0-окончанием.

|              | Твердое склонение | Твердое склонение | Твердое склонение | Мягкое склонение | Мягкое склонение | Мягкое склонение |
| Единственное | Двойственное      | Множественное     | Единственное      | Двойственное     | Множественное    |                  |
| Именительный | korák             | koráka            | koráki            | stròj            | strôja           | strôji           |
| Родительный  | koráka            | korákov           | korákov           | strôja           | strôjev          | strôjev          |
| Дательный    | koráku            | korákoma          | korákom           | strôju           | strôjema         | strôjem          |
| Винительный  | korák             | koráka            | koráke            | stròj            | strôja           | strôje           |
| Предложный   | koráku            | korákih           | korákih           | strôju           | strôjih          | strôjih          |
| Творительный | korákom           | korákoma          | koráki            | strôjem          | strôjema         | strôji           |

- Одушевленные существительные мужского рода: форма винительного падежа единственного числа идентична форме родительного.

Например, fànt «парень» имеет форму fánta в винительном падеже ед. ч.
|              | 0-окончание  | 0-окончание   | 0-окончание  | e-окончание  | e-окончание   | e-окончание  |
| Единственное | Двойственное | Множественное | Единственное | Двойственное | Множественное |              |
| Именительный | kmèt         | kméta         | kméti/kmétje | ó̡če          | očeta         | očéti/očétje |
| Родительный  | kmétȃ        | kȇetov        | kmȇtov       | očéta        | očétov        | očétov       |
| Дательный    | kmétu        | kmétoma       | kmétom       | očétu        | očétoma       | očetom       |
| Винительный  | kméta        | kméta         | kméti/kmétje | očéta        | očéta         | očéti/očétje |
| Предложный   | kȇtu         | kmētih        | kmētih       | očētu        | očētih        | očētih       |
| Творительный | kmétom       | kmétoma       | kméti        | očétom       | očétoma       | očéti        |

- Если существительное имеет плавающую гласную, она появляется в именительном падеже ед. ч., но опускается во всех других формах. Например, vrélec «горячий источник» в родительном ед. ч. vrélca.
- Если основа существительного заканчивается на -rj-, именительный ед. ч. заканчивается на -r. Например, redár «охранник на общественном событии», родительный ед. ч. redárja.

### Имя существительное мужского рода. Исключения
Наиболее распространенное слово-исключение – это слово dán «день». Склонение предоставлено ниже:
|              | Единственное | Двойственное   | Множественное |
| Именительный | dán          | dní, dnéva     | dnévi         |
| Родительный  | dné, dnéva   | dní            | dní           |
| Дательный    | dné, dnévu   | dnéma, dnévoma | dném, dnévom  |
| Винительный  | dán          | dní, dnéva     | dní, dnéve    |
| Предложный   | dné, dnévu   | dnéh, dnévih   | dnéh, dnévih  |
| Творительный | dném, dnévom | dnéma, dnévoma | dnémi, dnévi  |

## Существительные женского рода
Существительные женского рода обычно заканчиваются на -a. Некоторые же заканчиваются на согласную.
Следующая таблица показывает склонение имен существительных женского рода, заканчивающихся на -a. Имена существительные мужского рода, заканчивающиеся на -a, склоняются так же.
|              | Единственное | Двойственное | Множественное |
| Именительный | lípa         | lípi         | lípe          |
| Винительный  | lípo         | lípi         | lípe          |
| Родительный  | lípe         | líp          | líp           |
| Дательный    | lípi         | lípama       | lípam         |
| Предложный   | lípi         | lípah        | lípah         |
| Творительный | lípo         | lípama       | lípami        |

Следующая таблица показывает склонение имен существительных женского рода, заканчивающихся на согласную.
|              | Единственное | Двойственное | Множественное |
| Именительный | perút        | perúti       | perúti        |
| Винительный  | perút        | perúti       | perúti        |
| Родительный  | perúti       | perúti       | perúti        |
| Дательный    | perúti       | perútma      | perútim       |
| Предложный   | perúti       | perútih      | perútih       |
| Творительный | perútjo      | perútma      | perútmi       |

## Имена существительные среднего рода
Имена существительные среднего рода заканчиваются на -o или -e.
|              | Твердое склонение | Твердое склонение | Твердое склонение | Мягкое склонение | Мягкое склонение | Мягкое склонение |
| Единственное | Двойственное      | Множественное     | Единственное      | Двойственное     | Множественное    |                  |
| Именительный | mésto             | mésti             | mésta             | líce             | líci             | líca             |
| Винительный  | mésto             | mésti             | mésta             | líce             | líci             | líca             |
| Родительный  | mésta             | mést              | mést              | líca             | líc              | líc              |
| Дательный    | méstu             | méstoma           | méstom            | lícu             | lícema           | lícem            |
| Предложный   | méstu             | méstih            | méstih            | lícu             | lícih            | lícih            |
| Творительный | méstom            | méstoma           | mésti             | lícem            | lícema           | líci             |